# Maro Engel
Maro Engel (Munique, 27 de agosto de 1985) é um automobilista alemão. Ele é um piloto de longa data da Mercedes-AMG.

## História

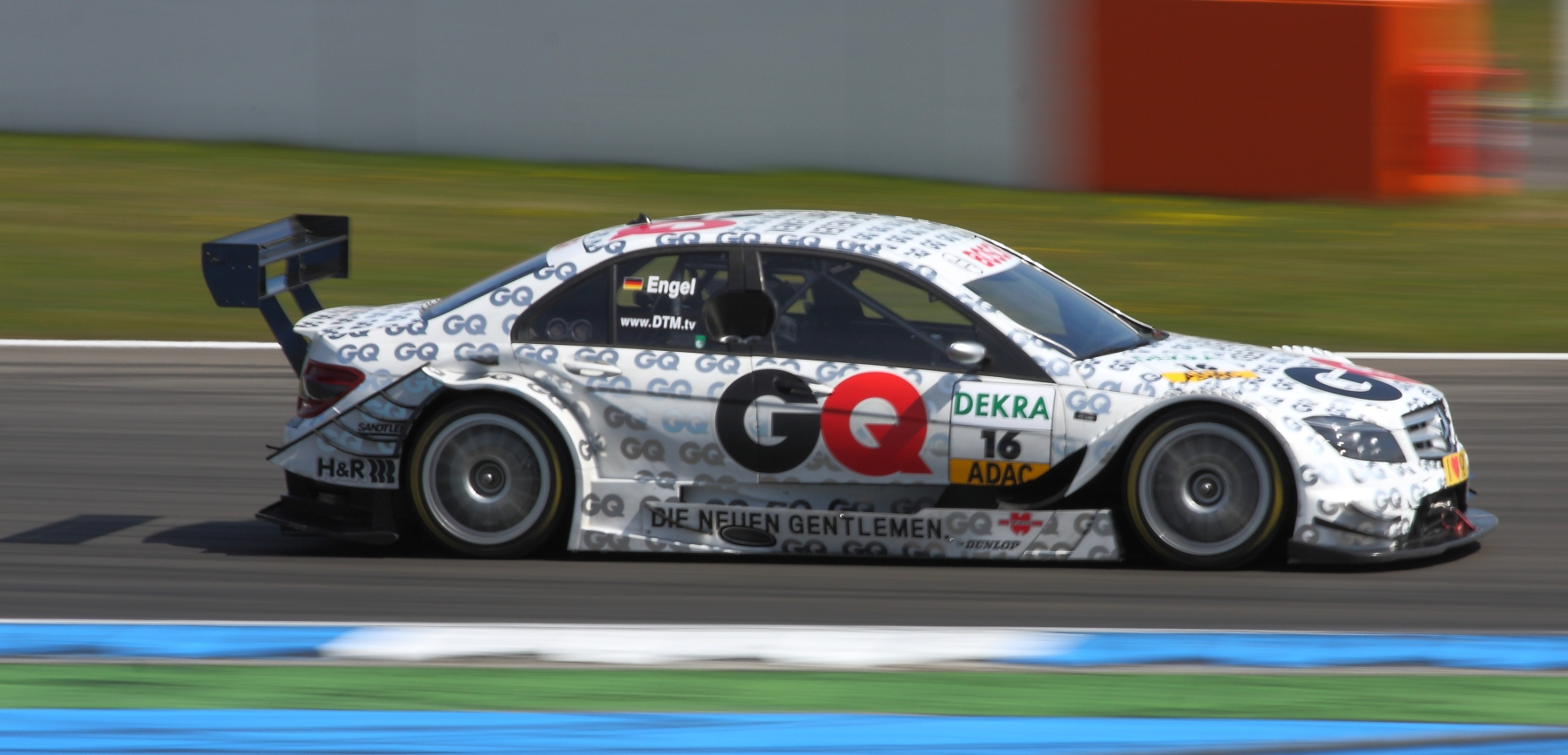
Carro de Engel na DTM em 2010.

Engel já competiu no Deutsche Tourenwagen Masters (DTM) entre 2008 e 2011, V8 Supercars em 2013, Fórmula 3000 e Fórmula 3. Competiu na Fórmula E entre 2016 e 2018 e na FIA GT World Cup em 2019.